# Cariñena (uva)

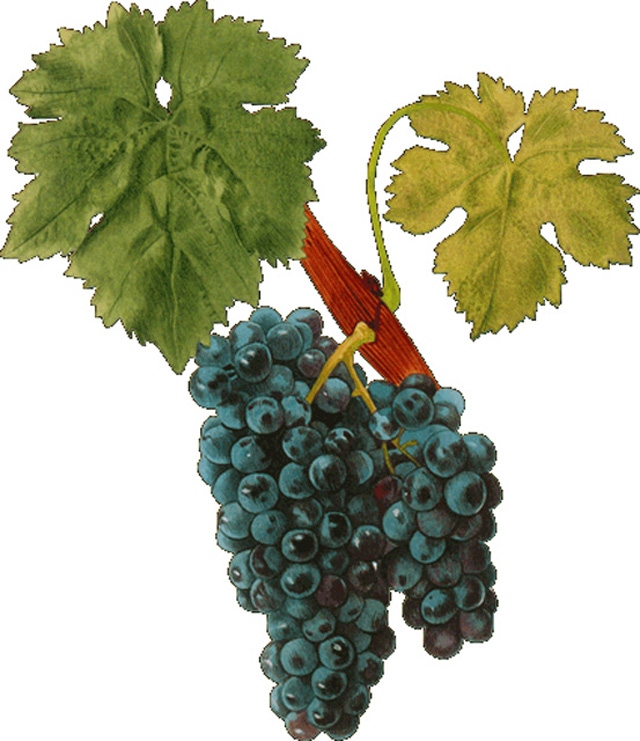
Dibujo del mazuelo o mazuela en el libro Viala & Vermorel.

La cariñena, carignan o mazuela es una uva tinta española que ha sido plantada sobre todo en el Mediterráneo Occidental, aunque también se encuentra hoy en el resto del mundo. Al igual que la aramón, sus vinos forman parte habitualmente de los excedentes vinícolas de Francia y ha sido muy usada para producir vino de garrafa en el Valle Central de California.
Los ampelógrafos creen que esta uva se originó en Cariñena, Aragón, y que fue llevada posteriormente a Cerdeña, la península itálica, Francia, Argelia y el Nuevo Mundo. La variedad ha sido habitual históricamente en el vino de mezcla de Rioja. A raíz de la influencia española, ganó importancia en Argelia, que a su vez exportaba ese vino a Francia. Cuando Argelia se independizó de Francia en 1962, se cortó el suministro de cariñena al país galo y los productores del sur de Francia se dedicaron a plantar más hectáreas de esta vid.
La importancia de esta uva en Francia alcanzó su punto álgido en 1988, cuando este país contó con 167 000 hectáreas y se convirtió en la variedad más plantada de Francia. Ese año, para incrementar la calidad de los vinos europeos y reducir el fenómeno del excedente, la Unión Europea comenzó una agresiva política de retirada de esta vid, ofreciendo subsidios a los viticultores para que arrancaran esas vides. De todas las variedades, la cariñena es la que más ha decaído, pasando a haber 95,700 hectáreas en el año 2000 y siendo superada por la merlot como la uva más plantada.
La popularidad de cariñena ha estado ligada en buena medida a su capacidad de producir grandes rendimientos en el rango de 200 hl/ha. La vid es sensible a varios peligros vitícolas incluyendo la putrefacción, el oídio, el mildiú y los gusanos de uva. La cariñena o mazuelo es de brotación y maduración tardías y requiere un clima cálido para madurar por completo. La vid desarrolla un tallo muy grueso alrededor de los racimos de las uvas, lo que dificulta la recolección mecánica. Tiene un hábito de crecimiento vertical y se puede cultivar sin empalizamiento (trellis).
Hay una mutación blanca conocida como carignan blanc y otra rosada conocida como carignan gris. Se han documentado en 2008 algunas plantaciones de estas uvas en el Rosellón que van desde las 411 hectáreas a una hectárea.

## Historia

A mediados del la corona de Aragón extendía su dominio por Cerdeña y por el sur de Italia. Los ampelógrafos creen que es durante esta época cuando la cariñena, que se originó en Aragón, fue introducida en estos territorios.

Los primeros escritores de libros de vinos de Italia especularon que la cariñena, conocida como carignano en algunas partes de Italia, era una vid fenicia que fue introducida en Cerdeña por los fenicios en el siglo IX a. C. Creían que esa uva se había extendido a otras colonias fenicias partiendo de ahí, llegando al asentamiento de Sulces, donde eventualmente fue traída a la península itálica y, desde ahí, los antiguos romanos la llevaron a las regiones del Mediterráneo Occidental. Hoy, la mayoría de los ampelógrafos ha descartado esta teoría debido a la falta de documentación histórica y evidencias de ADN que sugieran que la uva tiene un origen fenicio o italiano. En lugar de eso, la evidencia apunta de forma más evidente a un origen español de la uva.
Los ampelógrafos creen que la cariñena es una variedad muy antigua por la difusión de su cultivo y la proliferación de numerosos y diferentes sinónimos, lo que da testamento de su larga historia en diferentes regiones vitícolas. La uva podría ser originaria de Aragón, al noreste de España, donde fue bautizada con el nombre del pueblo de Cariñena, en la provincia de Zaragoza. En cualquier caso, en Cataluña, particularmente en la zona de Alella, la uva es llamada a veces samsó, que es en realidad, junto a sinsó, un sinónimo de la casta conocida en Francia como cinsault. Ello añade confusión a la historia de la cariñena en la región. En la Rioja se le conoce con el sinónimo de mazuelo, lo que, según algunos ampelógrafos e historiadores, viene del pueblo de Mazuela, en la provincia de Burgos, Castilla y León, al noroeste de España.
En 2006 el perfil de ADN sugirió que la cariñena tenía una relación de paternidad con la uva riojana graciano, aunque no está claro qué uva es la ascendiente y cuál la descendiente. En cualquier caso, algunos genetistas y ampelógrafos como José Vouillamoz discrepan de los hallazgos de 2006 y creen que los perfiles de ADN de ambas uvas son demasiado distintos como para tener un parentesco cercano entre ellas. Las investigaciones de Vouillamoz y de otros sugieren que la carignan y la graciano son el resultado de dos cruces espontáneos de una vitis vinífera desconocida que tuvieron lugar en el nordeste de España.
La carignan fue introducida en Cerdeña entre el año 1323 y el 1720, cuando la isla estaba sujeta a la influencia de la Corona de Aragón. Aquí, la uva desarrolló dos clones con los sinónimos bovale di Spagna y bovale grande. La uva alcanzó Argelia y se convirtió en una variedad de alto rendimiento que era plantada ampliamente y exportada a Francia para añadir color y peso a los vinos de mezcla franceses. Después de la epidemia de filoxera que devastó los viñedos de Francia a finales del siglo XIX, las plantaciones de cariñena crecieron en popularidad en la Francia meridional. Las plantaciones aumentaron más aún cuando Argelia se independizó en 1962. La importancia de la uva en Francia llegó a su punto álgido en 1988, cuando había 167 000 hectáreas y era la uva más plantada del país. En cualquier caso, a causa del problema del excedente de vino francés, las autoridades francesas y la Unión Europea iniciaron una agresiva política para retirar estas vides y daban subsidios a los viticultores para que las arrancasen.

## Viticultura

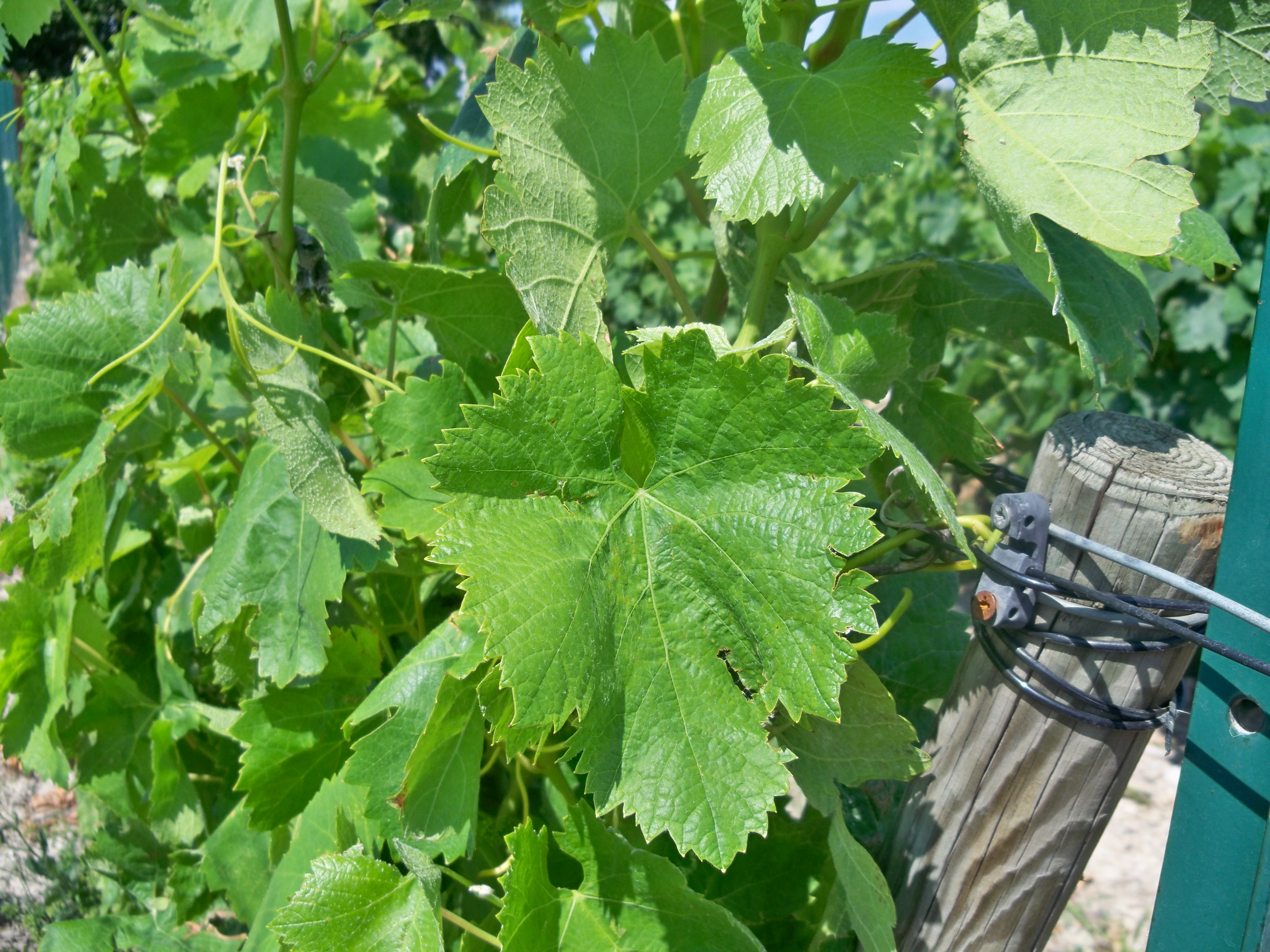
Hoja de cariñena.

La carignan es una uva de brotación tardía. Suele ser de las últimas variedades de uva que se cosechan en la vendimia. La vid es muy vigorosa y da altos rendimientos, pudiendo producir fácilmente 200 hectolitros por hectárea si no se vigila con la poda y la cosecha en verde durante la estación de crecimiento. La maduración tardía de la uva implica que rara vez alcanza la madurez completa a menos que este plantada en suelos muy cálidos, como los del clima mediterráneo, de donde la uva es originaria, o en el cálido Valle Central de California.
La cariñena tiene tendencia a producir brotes pequeños con racimos que crecen cerca del tronco de la vid, por lo que es difícil cosecharla mecánicamente. En cualquier caso, la economía de escala de las variedades de mezcla o de las uvas destinadas para vinos de precios bajos o vinos de garrafa a menudo no compensa la labor de su cosecha a mano. La cariñena es susceptible al mildiú, al gusano de la uva y a la polilla europea de la vid. La vid tiene cierta resistencia a riesgos viticulturales fúngicos como la pudrición por botrytis, el mildiú y a la fomosis.

### Relación con otras uvas

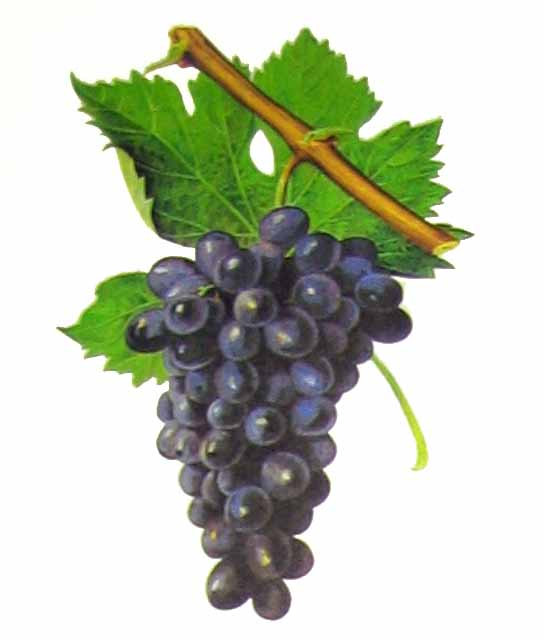
A pesar de compartir algunos sinónimos, como samsó en Cataluña, la cariñena y la cinsault (en el dibujo) no tienen relación.

En el año 2003, un análisis de ADN evidenció que la cariñena era la misma variedad que la mazuelo (o mazuela) de la Rioja. A esto le siguió el descubrimiento en 2007 de que la bovale di Spagna y la bovale grande de Cerdeña eran idénticas a la cariñena, y por tanto también idénticas a una casta sarda que se había considerado diferente, la carignano del Sulcis. El perfil de ADN también logró distinguir la cariñena de otras variedades conocidas como bovale (que incluye a la graciano, que es conocida en Cerdeña como bovale sardo y bovale cagnulari) así como la uva valenciana bobal, que algunas veces está mezclada en los cultivos de la DO Cariñena con la cariñena.
Los análisis de ADN demostraron que algunas uvas confundidas normalmente con la cariñena eran, en realidad, distintas variedades. Estas son la nieddera de Cerdeña, que está relacionada con la pascale de Cagliari de la misma isla y que también es confudida con la cariñena; la cinsault (que comparte en sinónimo samsó con la cariñena en Cataluña); la uva italiana tintilia de Molise, que crece en las regiones vinícolas del Lacio y Molise; y la uva española parraleta, que crece en la DO Somontano de Aragón.
Hay uvas que no está relacionadas con la cariñena pero que comparten sinónimos, como la carignan Bouschet (un cruce entre la petit Bouschet y la morrastel), la bobal (una uva de vino española también conocida como Carignan d'Espagne), la aubun (una uva de vino francesa que también es conocida como carignan de bedoin, carignan de bedouin y carignan de gigondas), Alicante Bouschet (uva tintorera francesa que también es conocida como carignan jaune) y la garnacha (que también es conocida como carignan rouge, carignane rosso y carignane rousee).
A lo largo de los años, la carignan se ha cruzado con algunas variedades para crear nuevas uvas. Con cabernet sauvignon dio lugar a la ruby cabernet y con la uva portuguesa souzão produjo la argaman.

### Carignan blanc y carignan gris

La carignan blanc y la carignan gris se pueden encontrar en una extensión limitada en la región francesa de Rosellón, junto a la frontera española.

Al igual que con la pinot noir y la garnacha, existen mutaciones que produce uvas blancas y rosadas conocidas como carignan blanc y carignan gris respectivamente. La carignan blanc es una mutación blanca que se encuentra sobre todo en el Rosellón. Fue descubierta a comienzos del siglo XX y había 1652 hectáreas de esta uva plantadas en Francia en los años 60 pero en 2009 esa cifra había ya caído a las 411 hectáreas. En España, la carignan blanc (conocida como cariñena blanca en la mayor parte del país, como samsó blanc en Cataluña y como carinyena blanca en la DO Empordà) se encuentra raras veces, habiendo solamente tres hectáreas de esta vid en toda España en 2008. En España la uva es usada sobre todo para ser mezclada con macabeo y hay solo unos pocos ejemplares varietales.
Como ocurre con la cariñena tinta, la carignan blanc y la carignan gris brotan y maduran tarde y son muy susceptibles al mildiú. De acuerdo con el experto en vino Jancis Robinson, la carignan blanc tiende a producir vinos blancos con mucho cuerpo, muy ácidos y con mucho nivel de alcohol, así como muy poco aromáticos. Aunque estos vinos tienden a ser "tímidos" al olfato pueden ser "deliciosos" al paladar, con ligeras notas a cítricos.

## Vinificación
La uva es usada a menudo para oscurecer el color de los vinos de mezcla aunque posteriormente se han hecho vinos varietales de forma excepcional. La cariñena puede ser una variedad difícil para los productores debido a su alta acidez, sus taninos y su astringencia. Por ello se requiere mucha habilidad para producir vinos finos y elegantes. Algunos productores han experimentado con la maceración carbónica y añadiendo pequeñas cantidades de cinsault y garnacha con algunos resultados positivos. La syrah y la garnacha son las que mejor compaginan con la cariñena siendo capaces de producir un vino más suave con un aroma frutal y rústico. En California, los productores de Ridge Vineyards han tenido cierto éxito con un vino varietal realizado con cariñena de vides plantadas en la década de 1880.

## Regiones vinícolas
La cariñena se encuentra en todo el mundo. La inmensa mayoría de las plantaciones están en Francia, que es seguida por España e Italia. En esos países es una variedad permitida en el régimen de Appellation d'Origine Contrôlée (AOC), de la Denominación de Origen (DO) y de la Denominazione di Origine Controllata (DOC). Además de en Europa y en Oriente Medio, se pueden encontrar plantaciones de esta uva en Croacia, Chipre, Malta, Turquía e Israel. En África, hay plantaciones de cariñena Marruecos, Túnez y Sudáfrica.
En el Nuevo Mundo, la cariñena es plantada en muchas American Viticultural Areas (AVA) de los Estados Unidos, sobre todo en California y en el Estado de Washington. Además hay plantaciones de esta uva en México. En Sudamérica, hay plantaciones de cariñena en Argentina, Chile y Uruguay. En los últimos años se han incrementado las plantaciones de esta uva en China y en Australia.

### Francia

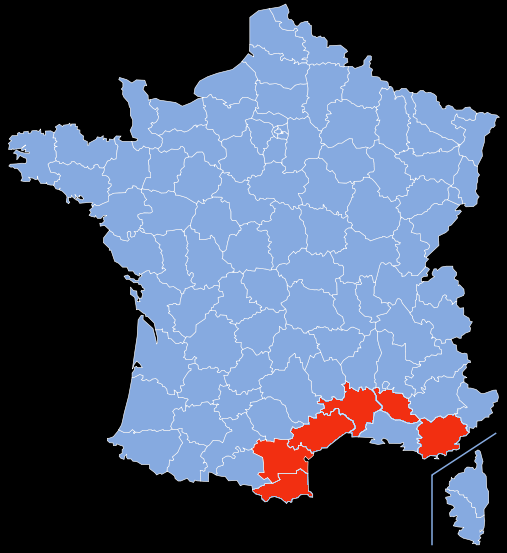
Departamentos franceses donde crece la carignan.

La cariñena es la uva más plantada del sur de Francia, sobre todo en las regiones vinícolas del Languedoc de Aude, Gard y Hérault, donde es vinificada como vin ordinaire y como vin de pays. A finales de los años 90 había unas 60 000 hectáreas de la uva solo en los departamentos de Aude y Hérault, pero en 2009 el total de plantaciones de carignan en toda Francia había caído a las 53155 hectáreas. Aunque las plantaciones de esta uva en Francia eran nueve veces mayores que el siguiente mayor productor de cariñena (España), la producción de esta uva cayó por la tendencia global a declinar estas variedades en beneficio de otras consideradas mejores por la Unión Europa, como la garnacha, la mourvedre y la syrah.
Las plantaciones de cariñena están limitadas sobre todo al clima mediterráneo del sur de Francia debido a la poca capacidad de la vid de madurar por completo en los climas continentales de la Francia central o en el clima marítimo del suroeste francés. Otros departamentos con plantaciones significativas de carignan son los Pirineos Orientales, Var y Vaucluse.

### España

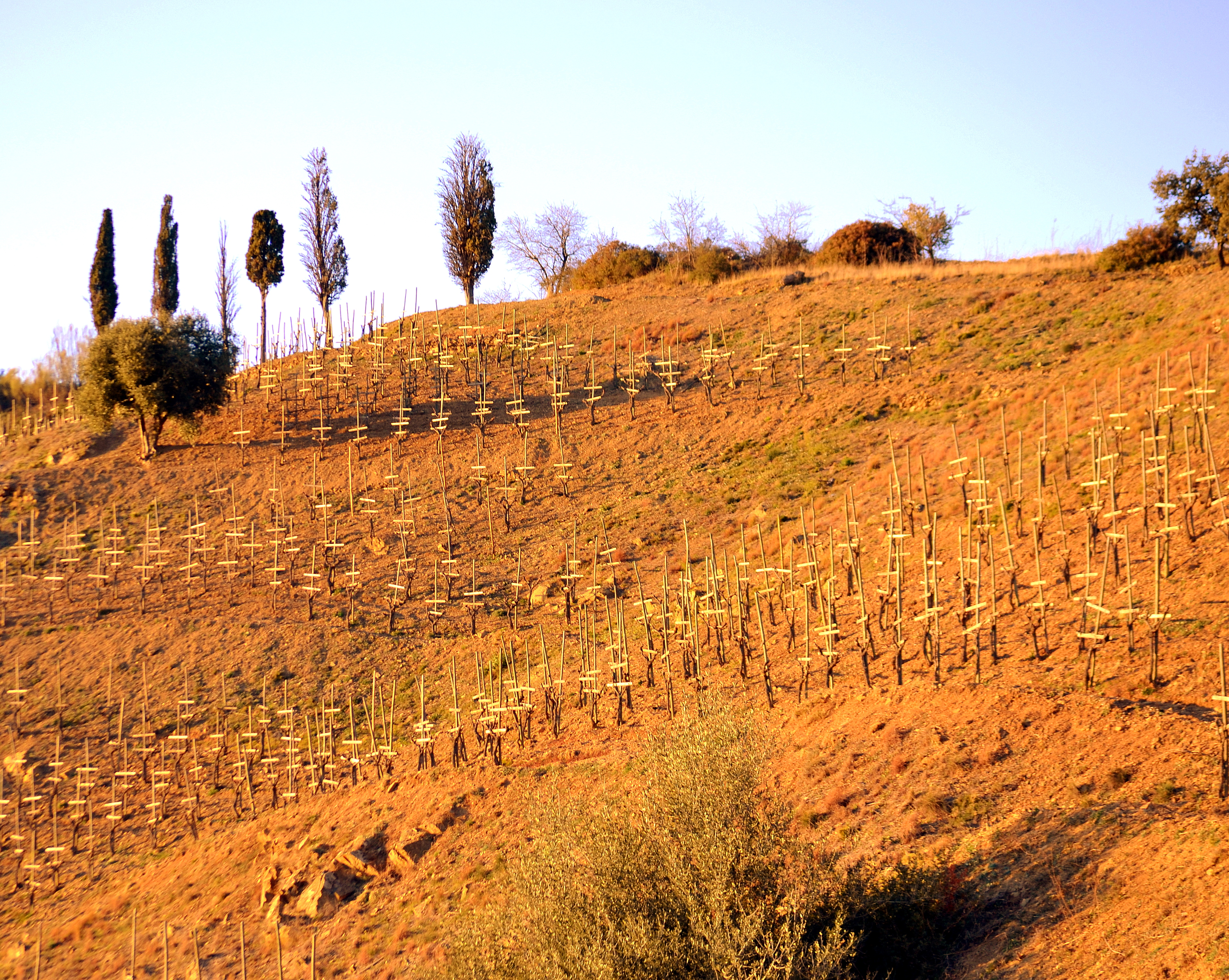
Se pueden encontrar antiguas plantaciones de samsó en la región catalana del Priorato (en la fotografía).

En 2004, España tenía en torno a 7000 hectáreas de cariñena. En 2008 el número había caído hasta las 6130 hectáreas. Las plantaciones de la uva han decaído en la región aragonesa de Cariñena, donde antaño fue un componente secundario del vino con DO Cariñena, después de la garnacha. En el año 2009 en Aragón había 926 hectáreas dedicadas a esta uva.
La uva ha ido aumentando su importancia en la región catalana del Priorato, donde las villas de Poboleda y Porrera, en la provincia de Tarragona, tienen vides de cariñena de hace más de 100 años que se usan para hacer vinos varietales. La uva también se encuentra en las DOs Costers del Segre, Empordà, Montsant, Penedés, Tarragona y Terra Alta. En Cataluña la uva es denominada a veces samsó, aunque no está relacionada con la cinsault, que también es conocida como samsó en Cataluña.
En la región vinícola de la Rioja la mazuelo es usada sobre todo para añadir acidez a los vinos hechos sobre todo de tempranillo. No obstante, algunos productores, como Marqués de Murrieta, hacen ejemplares varietales con esta uva. En el año 2008 hubo 1193 hectáreas de esta uva en la Rioja. En el año 2009 había 697 hectáreas en Castilla-La Mancha y 515 en Navarra.

### Otras regiones europeas

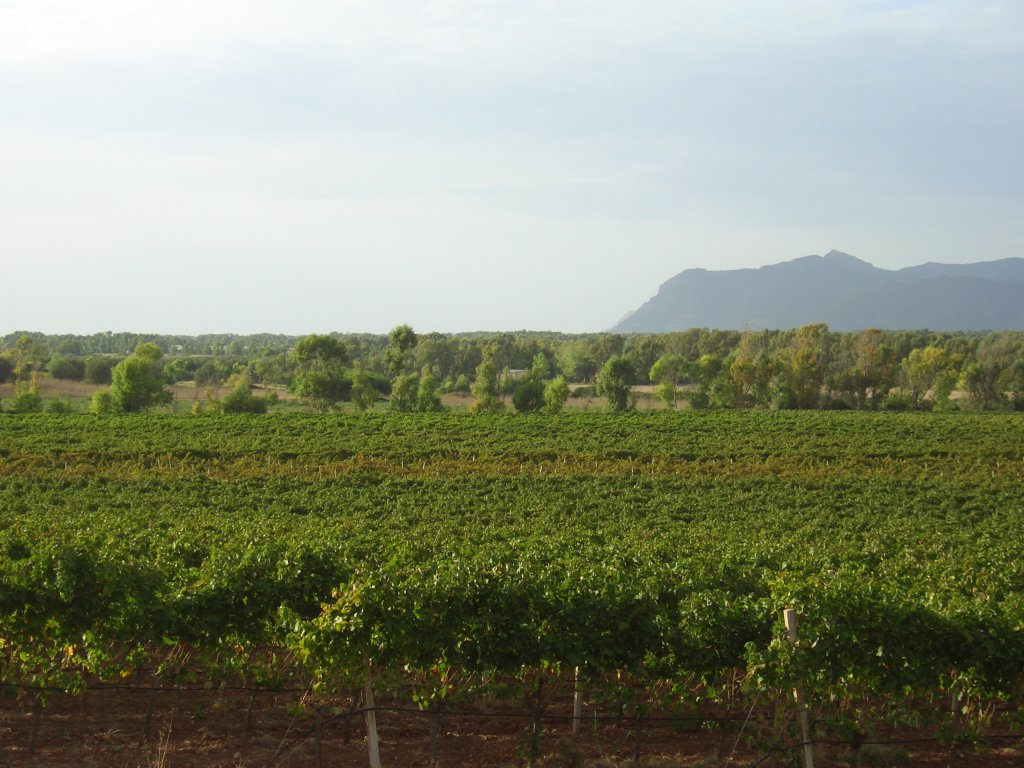
Más del 97% de las plantaciones italianas de cariñena se encuentran en Cerdeña (en la fotografía), donde la uva también es conocida como bovale grande.

En 2012, más del 97 % de las 1748 hectáreas italianas de cariñena estaban en Cerdeña, con unas pocas repartidas en la zona del Lacio, sobre todo en la DOC Cerveteri, donde es usada a menudo para hacer vinos rosados. La DOC Carignano del Sulcis produce un vino rosado basado en la cariñena de las islas de Sant'Antioco y San Pietro, cerca de Cerdeña. Aquí la uva es conocida como bovale grande y también se encuentra en los vinos de las DOC Campidano di Terralba y Mandrolisai.
La uva sigue siendo popular en el Argelia, Marruecos y Túnez. La cariñena también juega un papel importante en la industria vinícola israelí. Aunque hoy no es una uva importante, es la tercera variedad de uva tinta más plantada de ese país después de la cabernet sauvignon y la merlot, con 800 hectáreas en 2009.
Otros productores de vino europeos con plantaciones de cariñena significativas son Croacia, con 210 hectáreas en 2009, Chipre con 366 ha, Malta con 10 ha y Turquía con 134 ha en 2010. Los productores chinos también han aumentado sus plantaciones de carignan en las regiones más cálidas.

### Estados Unidos

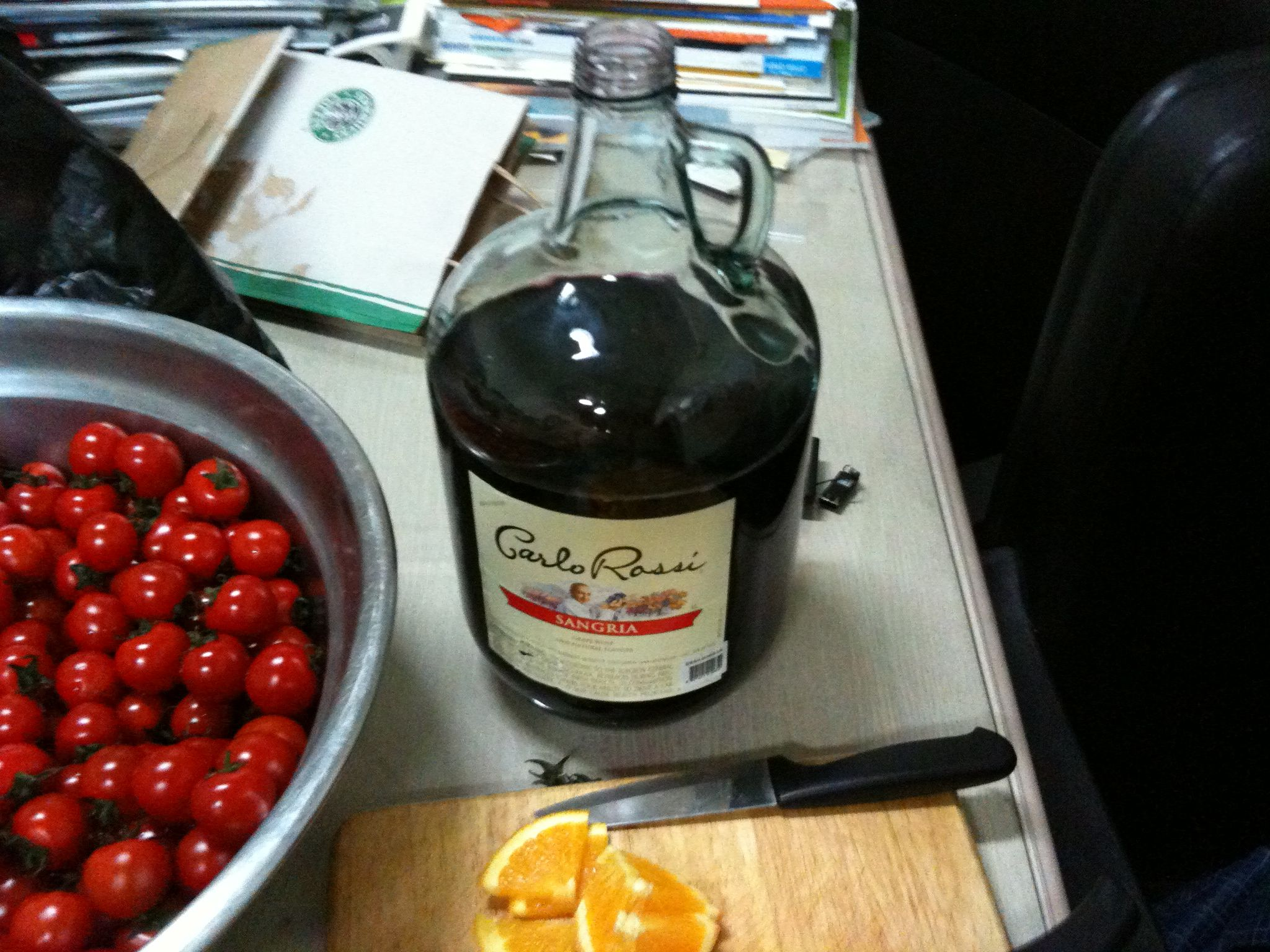
Durante muchos años, la cariñena fue la tercera uva más plantada de California, donde era un componente mayoritario en la producción de muchos vinos de garrafa.

Hubo una vez en la historia de California en que la carignane (como se la conoce en inglés) era la tercera uva más plantada pero su producción ha caído considerablemente. La mayoría de las vides plantadas en el Valle Central y eran usadas para hacer vinos de cartón o de garrafa. En los años 70 y 80, la carignane californiana era una de las líderes en vinificación para el hogar. En el año 2010, había 1373 hectáreas de esta uva plantadas en las AVAs de Contra Costa, Mendocino y Sonoma, que han recabado más interés a medida que la producción de esta uva en el Valle Central ha decrecido.
Fuera de California, las plantaciones de la uva se pueden encontrar en el Estado de Washington, Misuri y Texas.

### Chile
En Chile los primeros registros escritos de plantación y resultados con carignan corresponden a 1924, en la Guía Vinícola de Chile, donde se publican los primeros resultados del técnico francés Alexander Dussaillant en la bodega Casa Blanca Lontué, del Valle de Curicó, obteniendo "400 hectolitros" con la variedad. Los cultivos de carignan se extiendieron dicho año y simultáneamente por las regiones vitivinícolas del Valle del Maipo y Valle de Curicó. Sin embargo, es la región correspondiente al Valle del Maule en el centro-sur de Chile, la que cuenta a la fecha con las vides más antiguas de carignan, algunas bordeando entre los 50 y 80 años de antigüedad. En la actualidad la variedad continua cultivándose sin irrigación. En 2008 Chile contaba con 675 hectáreas de cariñena. Para 2022 solo en el Valle del Maule se registraron 722 hectáreas de Carignan, lo que representa un 80% del total del país (INIA). Como hito de importancia y presencia histórica de la variedad en Chile, en 2010 se crea VIGNO, o Vignadores de Carignan, una agrupación de productores cuyo fin es rescatar el patrimonio y cultura vitivinícola en torno a los cultivos de carignan del Valle del Maule, a modo de Denominación de Origen con sus propios límites territoriales y reglas productivas.

### Otras regiones del Nuevo Mundo
Hay plantaciones de cariñena en los estados mexicanos de Aguascalientes, Sonora y Zacatecas. 
En 2009 había 30 hectáreas plantadas en Argentina y 486 hectáreas en Uruguay.
En Australia a la uva se la confunde a menudo con la bonvedro, que tiene la misma propensión a las enfermedades, pero en los últimos años los productores australianos han sido capaces de identificar debidamente a la cariñena. La mayoría de las plantaciones australianas de cariñena se encuentra en el sur de Australia, donde la uva es usada sobre todo para vinos de mezcla. En 2012 había 80 ha de esta variedad en Sudáfrica. La mayoría de las plantaciones de cariñena sudafricana se encontraban en la región de Paardeberg, en Swartland.

## Sinónimos

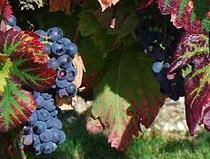
Carignan.

La uva es conocida bajo una gran variedad de sinónimos en todo el mundo. En español, es conocida como cariñena (sobre todo en Aragón), cariñano (también en Aragón), mazuelo, tinto mazuelo, crujillón (en Aragón) y samsó (sobre todo en Cataluña). El uso reciente de samsó (aunque en catalán se llama también carinyena) ha causado controversias porque da lugar a un error, al haber una uva diferente llamada cinsault.
En California se la llama carignane. En Italia es conocida como gragnano mientras que en Cerdeña es conocida como bovale grande y carignano. En Portugal es conocida como pinot evara aunque no tiene relación con la pinot. Entre los sinónimos franceses está carignan noir, bois dur, catalan, roussillonen, monestel y plant de lédenon.
Otros sinónimos de la cariñena son: axina de Spagna, babonenc, babounenc, blaue shopatna, blaue sopatna, blauer carignan, blauer carignant, boi dur, bois de fer, bois dure, bovale grande di Spagna, bovale mannu, bove duro, bove duro di Spagna, cafalan cagnolaro, cagnolaro tinto, calignan, carignan crni, carignan francés, carignan mouillan, carignan noir, carignane mouilla, carignane noir, carignane noire, carignane violette, carignanne, carignano, carignano di Carmignano, carignena, carinena, carinena mazuela, carinena negra, cencibel, crignane, crinana, crusillo, girard, girarde, grenache du bois, grenache du bois dur, karinjan, karinyan, kek carignan, legno duro, legno duro di Portoferraio, manuelo tinto, manzuela (en la Rioja), marocain, mataro, mazuela, mollard (en la Rioja), mounesteou, pinot d'Evora, plant d'Espagne, plant de Ledenon, pokovec, pokovez, samsó, samsó crusillo, sansó, soptna blau, tinto mazuela y uva di Spagna.
Los sinónimos para la mutación con uvas blancas carignan blanc son feher carignan y karinjan.
El sinónimo para la mutación de uvas rosadas carignan gris es szuerke carignan.